# Hargreavesbreen
Der Hargreavesbreen ist ein kurzer und steiler Gletscher im ostantarktischen Königin-Maud-Land. Im Gebirge Sør Rondane fließt er in nordwestlicher Richtung zwischen dem Nils Larsenfjellet und dem Widerøefjellet. 
Norwegische Kartografen, die ihn auch benannten, kartierten ihn 1957 anhand von Luftaufnahmen der US-amerikanischen Operation Highjump (1946–1947). Namensgeber ist der US-amerikanische Luftbildfotograf Richard Bryan Hargeaves (1915–1995), der diese Luftaufnahmen erstellt hatte. Verwechslungsgefahr besteht mit dem ebenfalls nach Hargreaves benannten Hargreaves-Gletscher im Prinzessin-Elisabeth-Land.